# Willi Thiele
Wilhelm Thiele (* 3. Oktober 1915 in Königslutter; † 6. Februar 2000) war ein deutscher Verwaltungsjurist und Präsident des Niedersächsischen Verwaltungsbezirks Braunschweig.

## Leben
Willi Thiele, geboren in Königslutter am Elm, war Sohn des Stadtinspektors Willi Thiele und der Emmy Thiele, geborene Lambrecht. Er heiratete 1942 Margarethe „Grete“ Kindler und hatte zwei Kinder (Dirk und Susanne). Von 1940 bis 1945 leistete er Wehrdienst.
Er studierte in Freiburg im Breisgau und Köln Rechtswissenschaft und absolvierte beide juristischen Staatsprüfungen 1949 wurde er in Köln mit der Arbeit Vorrats- und Abwehrzeichen zum Dr. jur. promoviert.
Im Jahr 1956 wurde er Abteilungsleiter (Allgemeine Verwaltung) der Senatsverwaltung für Volksbildung von Berlin, 1959 begann er seinen Dienst im Niedersächsischen Innenministerium, wo er Ministerialdirigent und Abteilungsleiter (Personal, Verfassung, Verwaltung) wurde. Von 1964 bis 1977 war er Präsident des niedersächsischen  Verwaltungsbezirks Braunschweig. Nach dem Verzicht des Staatsbankpräsidenten Carl Düvel auf den Vorstandsvorsitz der Norddeutschen Landesbank wurde er kurzfristig letzter Präsident der Braunschweigischen Staatsbank. Thiele war ab 1968 auch Honorarprofessor für Wirtschaftsverwaltungsrecht an der Technischen Universität Braunschweig. Er hatte ferner Aufsichtsratsmandate  und war ab 1980 Generalsekretär der Lessing-Akademie. Er hat neben einer Reihe von Büchern mehr als 250 Fachaufsätze publiziert (Stand 1985).

## Sonstiges
1965 wurde Thiele zum Präsidenten des Landesverbandes Braunschweig des Deutschen Roten Kreuzes gewählt. Ein weiteres Ehrenamt war die Präsidentschaft des Volksbundes Deutsche Kriegsgräberfürsorge von 1970 bis 1978.

## Ehrungen
- Ehrenzeichen des Deutschen Roten Kreuzes[7]
- Ehrenzeichen des Rumänischen Roten Kreuzes
- Ehrenring der Stadt Bad Gandersheim
- Ehrenring des Landkreises Blankenburg
- Bundesverdienstkreuz 1. Klasse (1973)
- Großoffizier des Verdienstordens der Italienischen Republik (1972, Großes Verdienstkreuz mit Stern der Republik Italien)
- Großes Bundesverdienstkreuz (1975)
- Croix des Cdr. de l’ordre du Mérite (1975)
- Ehrenbürgerschaft Bad Gandersheim (1975)[8]
- Ehrenbürgerschaft Königslutter (1975)

## Veröffentlichungen (Auswahl)
- Völkerstrafrecht. 1952.
- Der Niedersächsische Verwaltungsbezirk Braunschweig. Oeding, Braunschweig 1966, OCLC 4505957.
- Wirtschaftsverfassungsrecht. 2. Auflage. Schwartz, Göttingen 1974, ISBN 3-509-00742-5.
- Die Gestaltung unserer Wirtschaftsordnung. Schwartz, Göttingen 1978.